# Elenco de A Vida da Gente
Esta é a lista do elenco de A Vida da Gente, telenovela brasileira produzida pela TV Globo e exibida originalmente de 26 de setembro de 2011 a 2 de março de 2012.

## Elenco
| Intérprete              | Personagem                       |
| ----------------------- | -------------------------------- |
| Fernanda Vasconcellos   | Ana Ribeiro Fonseca              |
| Marjorie Estiano        | Manuela Ribeiro Fonseca          |
| Rafael Cardoso          | Rodrigo Macedo                   |
| Thiago Lacerda          | Dr. João Lúcio Pereira Pires     |
| Ana Beatriz Nogueira    | Eva Ribeiro Fonseca              |
| Marat Descartes         | Lui                              |
| Nicette Bruno           | Iná Ribeiro                      |
| Daniela Escobar         | Suzana Ybarra Morais             |
| Stênio Garcia           | Laudelino Vilanova               |
| Paulo Betti             | Jonas Macedo                     |
| Regiane Alves           | Cristiane Oliveira Macedo (Cris) |
| Sthefany Brito          | Alice Ybarra Morais              |
| Gisele Fróes            | Vitória Azevedo Prates           |
| Ângelo Antônio          | Marcos Prates                    |
| Malu Galli              | Dora Reginato Araújo             |
| Marcello Airoldi        | Cícero Morais                    |
| Luiz Carlos Vasconcelos | Renato Nogueira Martins          |
| Rafael Almeida          | Miguel                           |
| Alice Wegmann           | Sofia Azevedo Prates             |
| Poliana Aleixo          | Cecília Villaça                  |
| Leona Cavalli           | Drª. Celina Prado Sampaio        |
| Leonardo Medeiros       | Lourenço Luiz Macedo             |
| Maria Eduarda           | Fernanda Macedo (Nanda)          |
| Júlia Almeida           | Lorena Vilanova                  |
| Marcello Melo Jr.       | Mathias Gomes                    |
| Malu Valle              | Vivian Mourão (Vivi)             |
| Neusa Borges            | Maria Gomes                      |
| Tadeu di Pietro         | Cléber                           |
| Sylvia Massari          | Ângela                           |
| Cláudia Mello           | Moema                            |
| Luiz Serra              | Wilson                           |
| Rita Clemente           | Aurélia                          |
| Duda Mamberti           | Josias                           |
| Ana Petta               | Eliete                           |
| Deborah Kalume          | Cleide                           |
| Renatta Gomes           | Bia                              |
| Jesuela Moro            | Júlia Fonseca Macedo             |
| Anna Rita Cerqueira     | Olívia Reginato                  |
| Kaic Crescente          | Tiago Oliveira Macedo            |
| Pietra Pan              | Bárbara Azevedo Prates           |
| Victor Navega Motta     | Francisco                        |

### Participações especiais
| Intérprete           | Personagem                  |
| -------------------- | --------------------------- |
| Francisco Cuoco      | Mariano Villaça             |
| Klebber Toledo       | João                        |
| Alexandre Laykowsky  | Felipe                      |
| Day Mesquita         | Letícia                     |
| Eriberto Leão        | Gabriel Laporta             |
| Bianca Comparato     | Nina                        |
| Carlos Takeshi       | Publicitário                |
| Debby Lagranha       | Karen                       |
| André Frateschi      | Arthur                      |
| Vanessa Lóes         | Laura                       |
| Zé Carlos Machado    | Renato                      |
| Antônia Fontenelle   | Gigi                        |
| Sérgio Mamberti      | Juiz César                  |
| Bia Sion             | Janice                      |
| Hélio Ribeiro        | Dr. Daniel                  |
| Jonas Mello          | Álvaro                      |
| Júlia Gomes          | Sofia (criança)             |
| Lionel Fischer       | Alberto                     |
| Rosana Garcia        | Lígia                       |
| Roberto Birindelli   | Hernan                      |
| Priscila Camargo     | Miriam                      |
| Mario José Paz       | Augusto                     |
| Marta Nieto          | Verônica                    |
| Neusa Maria Faro     | Dolores                     |
| Ingra Liberato       | Produtora de elenco         |
| Maurício Gonçalves   | Editor do livro de Lourenço |
| Patrícia Naves       | Fisioterapeuta de Ana       |
| Ricardo Duque        | Ficante de Celina           |
| Rosaly Papadopol     | Mãe de Arthur               |
| Arlete Heringer      | Funcionária do mercado      |
| Thalita Ribeiro      | Personal trainer            |
| Christiana Guinle    | Médica amiga de Celina      |
| Edmílson Barros      | Cliente de Marcos           |
| Felipe Rocha         | Diretor do comercial        |
| Gillray Coutinho     | Cliente da concessionária   |
| Mabel Cezar          | Dubladora                   |
| Luísa Thiré          | Fisioterapeuta de Ana       |
| Manuela do Monte     | Repórter                    |
| Nathália Costa       | Bárbara (criança)           |
| Bia Petrenchunk      | Olívia (criança)            |
| Serena Lovatel       | Júlia (bebê)                |
| Vitória Lovatel      | Júlia (bebê)                |
| Marcelo Valle        | Sérgio                      |
| Sônia Zagury         | Roseli                      |
| Lidiane Ribeiro      | Salete                      |
| Renata Tobelem       | Marli                       |
| Marcelo Portinari    | Caminhoneiro                |
| Cláudia Paiva        | Recepcionista do hospital   |
| Pia Manfroni         | Enfermeira argentina        |
| Cláudio Caparica     | Repórter                    |
| Cláudio Galvan       | Pediatra de Tiago           |
| Sergio Miguel Braga  | Maître                      |
| Sérgio Stern         | Médico                      |
| Saulo Rodrigues      | Cliente da concessionária   |
| Mário Sérgio Pretini | Reitor da faculdade         |
| Sílvio Ferrari       | Amigo de Mariano            |
| André Pellegrino     | Colega de Alice             |
| Márcio Ehrlich       |                             |
| Gustavo Kuerten      | Ele mesmo                   |
| Ângela Maria         | Ela mesma                   |
| Zéu Britto           | Ele mesmo                   |